# Elza Dunkels
Elza Laimite Dunkels, född 26 juni 1960 i Norrköpings S:t Olofs församling, är en svensk pedagogisk forskare.                                                          
Elza Dunkels är dotter till matematikern Andrejs Dunkels och syster till Adam Dunkels. Efter gymnasiestudier i Luleå utbildade hon sig till ämneslärare. År 2007 avlade hon filosofie doktorsexamen och hon är docent i pedagogiskt arbete vid Umeå universitet, där hon är lärarutbildare och forskare.
Hennes doktorsavhandling handlar om barns och ungas Internetanvändande och om kulturer på nätet. Hennes forskning handlar om vilka strategier barn och unga använder när de är ute på Internet för att skydda sig mot faror och obehagligheter. I hennes projekt ingår webbplatsen Nätkulturer. Dunkels har regelbundet föreläst på temat barn och Internet på konferenser av olika slag.
Elza Dunkels var mellan 2016 och 2020 ledamot i styrelsen för Wikimedia Sverige.
Elza Dunkels är mor till Erik och Joel Dunkels i popbandet Caotico.

## Priser och utmärkelser
- 2017 – Surfa Lugnt-priset, för hennes arbete "för att främja kommunikation mellan barn och vuxna på nätet."[6]
- 2019 – Årets Nätängel, som ges till personer som gör någonting extra i kampen mot hat och hot på nätet. [7]
- 2020 – RFSU-priset. Ur motiveringen: "Elza Dunkels bidrar, genom sin forskning och sitt vetenskapliga förhållningssätt, med viktig och välbehövlig kunskap om barn- och ungas relationsskapande på nätet. När debatten om unga och nätet allt för ofta utgår från vuxenvärldens oro står Elza Dunkels på de ungas sida."[8]